# والت بريثويت
والت بريثويت (بالإنجليزية: Walt Braithwaite) هو مهندس جامايكي، ولد في 1945 في كينغستون في جامايكا.